# Ine Schäffer
Inga Schäffer, detta Ine (28 marzo 1923 – Victoria, 19 marzo 2009), è stata una pesista e discobola austriaca.

## Biografia
È stata campionessa austriaca del getto del peso (1943, 1948) e del lancio del disco (1943, 1949). Dopo l'annessione dell'Austria alla Germania nazista (nel 1938), si piazzò anche seconda nel getto del peso ai campionati tedeschi di atletica leggera del 1943.
Nel 1948 prese parte ai Giochi olimpici di Londra, dove conquistò la medaglia di bronzo nel getto del peso. Sposò l'atleta Heinz Schäffer e insieme emigrarono in Canada.

## Palmarès
| Anno | Manifestazione  | Sede   | Evento         | Risultato | Prestazione | Note |
| ---- | --------------- | ------ | -------------- | --------- | ----------- | ---- |
| 1948 | Giochi olimpici | Londra | Getto del peso | Bronzo    | 13,080 m    |      |

## Campionati nazionali
- 2 volte campionessa austriaca del getto del peso (1943, 1948)
- 2 volte campionessa austriaca del lancio del disco (1943, 1949)